# Karl Erik Olsson
Karl Erik Torsten Olsson, född 23 februari 1938 i Häglinge församling i Kristianstads län, död där 23 januari 2021, var en svensk politiker (centerpartist).

## Biografi
Olsson tog realexamen 1954 och genomgick lantbruksskola 1955–1957 och 1960–1961. Han arbetade därefter som lantbrukare från 1963. Han var ordförande i Centerns Ungdomsförbund 1971–1974 samt riksdagsledamot 1976–1979 och 1985–1995, ordförande för jordbruksutskottet 1985–1991, andre vice ordförande i Centerpartiet 1985–1987 och förste vice ordförande 1987–1992. I regeringen Bildt 1991–1994 innehade Olsson posten som jordbruksminister. 1995–2004 var Olsson ledamot av Europaparlamentet, där han tillhörde ELDR–gruppen.
Olsson var den mest framträdande av de centerpartister som inför folkomröstningen om införande av euron 2003 gick emot partilinjen och propagerade för ett ja.
Olsson var 2008–2014 ordförande i Sveriges Pensionärsförbund (SPF).